# Damián Muñoz
Damián Darío Muñoz Galaz (Curicó, Chile, 13 de enero de 1984) es un exfutbolista y entrenador chileno. 

## Trayectoria

### Como futbolista
Nacido en Curicó, Muñoz jugó un partido por el equipo de su ciudad natal, Curicó Unido en 1999, debutando con 16 años en Temuco, cuando debió formar parte del plantel para dicho duelo de Tercera División ante la falta de jugadores en el equipo, permaneciendo en el club hasta inicios del año siguiente, cuando se une a las inferiores de Colo-Colo, donde conoce a varios futbolistas que posteriormente destacarían en el fútbol profesional, como Matías Fernández, con quien comparte equipo a pesar de ser de distintas categorías.
Luego de dicha experiencia, y por motivo del estado de salud de su padre, en 2002 retornó a la ciudad y a Provincial Curicó Unido, formando parte oficialmente de los planteles del Curi desde aquella temporada, en donde se coronó campeón de Tercera División 2005, con importantes goles suyos en la Fase Final del torneo. En los siguientes dos años (2006 y 2007), pasó a engrosar el plantel de Iberia de Los Ángeles, de Tercera División, siendo incluso capitán en algunas oportunidades, tras lo cual retornó a Curicó Unido en 2008, luego de superar una prueba de jugadores en la pretemporada, pero sin ser parte de ninguna convocatoria, retirándose de la actividad profesional acabada la temporada.

### Como entrenador
En 2013 se hace cargo del equipo juvenil femenino de Curicó Unido, donde logró el título de campeón del Torneo de Clausura del Fútbol Femenino Sub-17 esa temporada.En 2015, en tanto, asumió como entrenador de las divisiones juveniles del mismo club.
En junio de 2018, fue nombrado director interino del club, tras la dimisión de Luis Marcoleta.Estuvo al mando del primer equipo en los partidos ante Independiente de Cauquenes por Copa Chile 2018,volviendo a sus funciones anteriores tras el nombramiento de Jaime Vera, siendo designado luego entrenador asistente de Vera.
Damián volvió a ser entrenador interino en noviembre de 2020, luego de la renuncia de Nicolás Larcamón,dirigiendo el duelo de Curicó Unido ante Colo-Colo, que acabó en triunfo albirrojo por 2 a 0 en el Estadio Monumental.Con la llegada de Martín Palermo, se sumó a su cuerpo técnico como asistente, y después de la renuncia del argentino el 25 de julio de 2021, debió nuevamente hacerse cargo del primer equipo como director técnico interino, hasta la finalización de la Primera Rueda del campeonato de Primera División 2021.Posteriormente, la dirigencia del elenco curicano lo ratificó como su técnico titular para el resto de la competición y el torneo de Primera División 2022.
Después de salvar a los albirrojos del descenso en la temporada anterior, los torteros realizaron una extraordinaria campaña en el Campeonato PlanVital 2022, alcanzando un histórico tercer lugar, y obteniendo su primera clasificación a un torneo internacional, la Copa Libertadores 2023, lo que convierte al "Profe Damián" en una sensación del fútbol chileno por dicho logro. En la competencia continental enfrentaron a Cerro Porteño por la Fase 2, siendo eliminados por los paraguayos por un global de 2-0. En el certamen de Primera División 2023 los resultados fueron paupérrimos, y al finalizar la Primera rueda, la dirigencia de Curicó decide poner fin al vínculo de Muñoz como DT, debido al bajo rendimiento de 29.63% general en la temporada,lo que generó un fuerte malestar en los hinchas de la institución, que conllevó a manifestaciones públicas por las calles de la ciudad, a causa del gran cariño que los seguidores del club le tienen a Muñoz.
Tras un poco más de un año sin dirigir, el 7 de junio de 2024 es anunciado como el nuevo entrenador de Unión San Felipe, colista absoluto de la Primera B chilena.Su debut con los del Valle del Aconcagua fue por los octavos de final de la Zona Centro Norte de la Copa Chile 2024, en la derrota por la mínima y eliminación a manos de Deportes Melipilla, de la Segunda División Profesional, en el Estadio Soinca Bata,mientras que su primer partido por la liga fue, justamente, ante su exclub, por la Fecha 16 de la Primera B 2024, que acabó con triunfo del Uní Uní por 3 a 1 en el Estadio Municipal Javier Muñoz Delgado.En una lucha mano a mano por el descenso con los curicanos, finalmente San Felipe sumó puntos y aprovechó las restas de  puntajes tanto de Curicó y A.C. Barnechea, para terminar en el 14° lugar de la tabla, con 26 puntos, salvándose de todo peligro.
El 11 de diciembre de 2024, es anunciado como el nuevo adiestrador de San Luis de la Primera B, con vistas a la temporada 2025.

## Clubes

### Como jugador
| Club            | País  | Año       |
| --------------- | ----- | --------- |
| Curicó Unido    | Chile | 2002-2005 |
| Deportes Iberia | Chile | 2006-2007 |
| Curicó Unido    | Chile | 2008      |

### Como entrenador
| Equipo                   | Div.                | Temporada           | Liga | Liga | Liga | Liga | Liga |    | Copa | Copa | Copa | Copa |   | Internacional | Internacional | Internacional | Internacional | Internacional |   | Otros | Otros | Otros | Otros |    | Totales     | Totales | Totales | Totales | Totales | Totales | Totales | Totales | Totales |
| Equipo                   | Div.                | Temporada           | PD   | G    | E    | P    | Pos. | PD | G    | E    | P    | PD   | G | E             | P             | Pos.          | PD            | G             | E | P     | PD    | G     | E     | P  | Rendimiento | GF      | GC      | Dif.    | Ptos.   |         |         |         |         |
| ------------------------ | ------------------- | ------------------- | ---- | ---- | ---- | ---- | ---- | -- | ---- | ---- | ---- | ---- | - | ------------- | ------------- | ------------- | ------------- | ------------- | - | ----- | ----- | ----- | ----- | -- | ----------- | ------- | ------- | ------- | ------- | ------- | ------- | ------- | ------- |
| Curicó Unido · Chile     | 1.ª                 | 2020                | 1    | 1    | 0    | 0    | Int. | 2  | 2    | 0    | 0    | -    | - | -             | -             | -             | -             | -             | - | -     | 3     | 3     | 0     | 0  | 100%        | 7       | 0       | +9      | 9       |         |         |         |         |
| Curicó Unido · Chile     | 1.ª                 | 2021                | 21   | 7    | 10   | 4    | 14.º | -  | -    | -    | -    | -    | - | -             | -             | -             | -             | -             | - | -     | 21    | 7     | 10    | 4  | 49.2%       | 28      | 22      | +6      | 31      |         |         |         |         |
| Curicó Unido · Chile     | 1.ª                 | 2022                | 30   | 13   | 10   | 7    | 3.º  | 4  | 1    | 2    | 1    | -    | - | -             | -             | -             | -             | -             | - | -     | 34    | 14    | 12    | 8  | 52.94%      | 54      | 37      | +17     | 54      |         |         |         |         |
| Curicó Unido · Chile     | 1.ª                 | 2023                | 15   | 5    | 1    | 9    | Inc. | 1  | 0    | 0    | 1    | 2    | 0 | 0             | 2             | 2ªF           | -             | -             | - | -     | 18    | 5     | 1     | 12 | 29.63%      | 18      | 29      | -11     | 16      |         |         |         |         |
| Curicó Unido · Chile     | Total               | Total               | 67   | 26   | 21   | 20   | -    | 7  | 3    | 2    | 2    | 2    | 0 | 0             | 2             | -             | -             | -             | - | -     | 76    | 29    | 23    | 24 | 48.25%      | 107     | 88      | +19     | 110     |         |         |         |         |
| Unión San Felipe · Chile | 2.ª                 | 2024                | 15   | 5    | 7    | 3    | 14.º | 1  | 0    | 0    | 1    | -    | - | -             | -             | -             | -             | -             | - | -     | 16    | 5     | 7     | 4  | 45.83%      | 13      | 16      | -3      | 22      |         |         |         |         |
| Unión San Felipe · Chile | Total               | Total               | 15   | 5    | 7    | 3    | -    | 1  | 0    | 0    | 1    | -    | - | -             | -             | -             | -             | -             | - | -     | 16    | 5     | 7     | 4  | 45.83%      | 13      | 16      | -3      | 22      |         |         |         |         |
| San Luis · Chile         | 2.ª                 | 2025                | 14   | 5    | 5    | 4    | Inc. | 8  | 4    | 1    | 3    | -    | - | -             | -             | -             | -             | -             | - | -     | 22    | 9     | 6     | 7  | 50%         | 25      | 27      | -2      | 33      |         |         |         |         |
| San Luis · Chile         | Total               | Total               | 14   | 5    | 5    | 4    | -    | 8  | 4    | 1    | 3    | -    | - | -             | -             | -             | -             | -             | - | -     | 22    | 9     | 6     | 7  | 50%         | 25      | 27      | -2      | 33      |         |         |         |         |
| Total en su carrera      | Total en su carrera | Total en su carrera | 96   | 36   | 33   | 27   | -    | 16 | 7    | 3    | 6    | 2    | 0 | 0             | 2             | -             | -             | -             | - | -     | 114   | 43    | 36    | 35 | 48.25%      | 146     | 132     | +14     | 165     |         |         |         |         |
| 1. 2.                    |                     |                     |      |      |      |      |      |    |      |      |      |      |   |               |               |               |               |               |   |       |       |       |       |    |             |         |         |         |         |         |         |         |         |

#### Resumen estadístico
| Competición               | Partidos | Ganados | Empatados | Perdidos | %      |
| ------------------------- | -------- | ------- | --------- | -------- | ------ |
| Primera B de Chile        | 29       | 10      | 12        | 7        | 48.27% |
| Primera División de Chile | 67       | 26      | 21        | 20       | 49.26% |
| Copa Chile                | 16       | 7       | 3         | 6        | 50%    |
| Copa Libertadores         | 2        | 0       | 0         | 2        | 0%     |
| TOTAL                     | 114      | 43      | 36        | 35       | 48.25% |

## Palmarés

### Como jugador
Campeonatos nacionales
| Título           | Club         | País  | Año  |
| ---------------- | ------------ | ----- | ---- |
| Tercera División | Curicó Unido | Chile | 2005 |